# Вилхелм I (Брауншвайг)
Вилхелм I (на немски: Wilhelm I Herzog von Braunschweig-Wolfenbüttel; * 1270; † 30 септември 1292, Брауншвайг) от фамилията Велфи, е херцог на Брауншвайг-Люнебург от 1270 до 1292 г.

## Живот
Той е третият син на херцог Албрехт I Велики († 15 август 1279) и втората му съпруга Аделаида Монфератска († 1285), дъщеря на Бонифаций II маркграф от Монферат.
След смъртта на баща му през 1279 г. той и братята му Хайнрих I и Албрехт II са под регентството на майка му и чичо му Конрад I, епископ на Ферден (1269 – 1300), брат на баща му. Брат му Хайнрих I (1267 – 1322) скоро поема управлението за себе си и братята му. През 1286 г. наследството се разделя. Вилхелм получава територията на Брауншвайг-Волфенбютел.
Вилхелм се жени за Елизабет от Хесен (* ок. 1270, † 9 юли 1306), дъщеря на ландграф Хайнрих I. Вероятно няма деца. Той умира през 1292 г. и е погребан в катедралата на Брауншвайг.